# (29646) Polya
(29646) Polya ist ein Asteroid des Hauptgürtels, der am 17. November 1998 vom italo-amerikanischen Astronomen Paul G. Comba am Prescott-Observatorium (IAU-Code 684) in Arizona entdeckt wurde.
Benannt wurde der Asteroid nach dem in Österreich-Ungarn geborenen Mathematiker George Pólya (1887–1985), der insbesondere auf den Gebieten der Wahrscheinlichkeitstheorie, Kombinatorik und Zahlentheorie arbeitete.